# Arctioblepsis
Arctioblepsis é um gênero de mariposa pertencente à família Crambidae.